# Tso Kar
Tso Kar (lago Kar), Kar Tso ou Tsho Kar é um lago endorreico salgado nos Himalaias situado a 4 530 metros de altitude, no sudeste do Ladaque, norte da Índia. Tem cerca de 7,5 km de comprimento, 2,3 km de largura e 22 km² de área. Não tem  quaisquer efluentes e drena as planícies de More, parte do planalto de Rupshu.
A pouca distância da extremidade sudoeste do Tso Kar situa-se o Startsapuk Tso, um pequeno lago de água salobra praticamente doce com 3 km² de área e profundidade máxima de dois a três metros. Nas imediações há géiseres de água quente sulfurosa.
A região do lago é praticamente deserta, à exceção da presença sazonal de nómadas Changpa que sazonalmente ali se instalam para pastorear os seus iaques e cavalos. Há uma pequena gompa (mosteiro budista) à beira do lago, onde ocasionalmente acorrem peregrinos.
A estrada Manali–Lé passa 3 km a oeste da extremidade ocidental do lago, o qual dista pouco mais de 100 km de Lé, que fica a norte-noroeste (distâncias em linha reta).

## Geografia
O lago está ligado por pequeno ribeiro ao Startsapuk Tso. Pela geologia das planícies de More, um vale plano a cerca 4 800 m de altitude,  deduz-se que outrora  o lago era de água doce e ocupava todo esse extenso vale dominado pelos cumes do Thugje (6 050 m) e do Gursan (6 370 m), embora as montanhas em volta tenham mais de 7 000 m.
O Startsapuk Tso é alimentado por nascentes perenes e pela fusão de neve e torna-se quase de água doce a meio do verão, quando atinge o seu volume máximo. Em julho, a profundidade máxima é de cerca de dois a três metros e transborda para o Tso Kar. Entre outubro e março, o Startsapuk Tso permanece gelado.
Devido à grande altitude, o clima é de extremos, com enormes flutuações ao longo do dia. No inverno a temperatura não ultrapassa os -°C  e não são raras as temperaturas abaixo de -40 °C. No verão a temperatura oscila entre os 0 °C e os 32 °C. A precipitação é muito rara, quer na forma de chuva quer na forma de neve. Até há alguns anos, o lago era uma importante fonte de sal, que os nómadas Changpa exportavam para o Tibete. O assentamento nómada de Thugje situa-se 3 km a norte do lago e na margem ocidental há um campo de tendas para acomodar turistas.

## Flora e fauna
Os ribeiros que alimentam o lado são uma fonte de água não salgada, onde crescem algas da ordem Charales e urtigas, que formam uma espécie de ilhas de vegetação na primavera e verão, que desaparecem no inverno. Nas do Startsapuk Tso e das ribeiras margens crescem junça e ranúnculos. Nas partes mais altas das planícies de More, a vegetação é de estepe, com algumas manchas de Astragalus e Polygala dalmaisiana. A margem do lago está parcialmente coberta com depósitos salinos de natrão, bórax e outros sais, que impedem a vegetação de crescer.
Devido à salinidade do Tso Kar, a maior parte da fauna terrestre residente, encontra-se nos afluentes e no Startsapuk Tso. Há grandes colónias de nidificação de mergulhões (Podicipedidae) e gaivotas-centroasiáticas (Chroicocephalus brunnicephalus) e alguns gansos-de-cabeça-listada (Anser indicus) e de outras espécies, além de andorinhas-do-mar. Nas vizinhanças são relativamente comuns os grous-de-pescoço-negro (Grus nigricollis) e os cortiçóis-tibetanos (Syrrhaptes tibetanus).
A bacia do Tso Kar e as planícies de More são um dos habitats mais importantes do kiang (burro selvagem tibetano), gazela-tibetana (Procapra picticaudata), lobos-tibetanos (Canis lupus laniger) e raposas. Nas encostas mais altas há marmotas-da-estepe (Marmota bobak). Atualmente a bacia do lago não tem qualquer proteção legal especial, à parte da caça ser estruitamente proibida, mas há planos para a incluir num parque nacional que pode vir a ser criado nas terras altas do sudeste do Ladaque.